# Ряпо
Ряпо (ест. Räpo) — село в Естонії, входить до складу волості Виру, повіту Вирумаа.